# Мир (вестник)
Вижте пояснителната страница за други значения на Мир.
„Мир“ е български исторически вестник, излизал в периода 1894 – 1944 година, орган на Народната партия.
Сред основателите на вестника са Константин Стоилов, Иван Евстратиев Гешов, Теодор Теодоров и заемалите министерски и дипломатически постове Атанас Буров, Михаил Маджаров и Стефан Бобчев. Последният брой на вестника излиза на 30 декември 1944 година. Закрит е от новото правителство след Деветосептемврийския преврат от 1944 година. Заради качеството си „Мир“ е наричан българския „Таймс“.
Английското радио Би Би Си предава в емисията си за България на 2 май 1941 година, че българският в. „Мир“ е най-търсен и четен от българската публика.
За петдесетгодишната си история вестникът издава 13 129 броя. „Мир“ се превръща в национален ежедневник през 1905 година. До спирането на изданието през 1944 година той се налага като сериозна и качествена преса, която формира обществените мнения и нагласи.
Като орган на Народната партия, за изданието е почти невъзможно да отразява световни събития. Доказателство за това е, че единствената държава, в която редакцията изпраща кореспонденти, е Османската империя.
Въпреки тези ограничения вестникът разполага с относително голяма кореспондентна мрежа, която следи външнополитическите материали да заемат значителна част от страниците на вестника.
Редакторите се стараят да публикуват материали за Великите сили. Оценките за политиките на отделните държави са разнообразни. Част от редакторите осъждат фашизма и националсоциоализма, като се обявяват против военните действия и агресията в Германия, Италия и Япония.
В публикации за Великобритания и Франция авторите на материалите обвиняват двете държави, че като основателни на Версайската система от мирни договори след Първата световна война, те са унижили победените държави и сега те искат реванш.
Вестник „Мир“ осъжда и политиката на СССР и болшевишкия режим. Според редакцията на вестника Москва готви само бунтове и размирици. Те са категорични в оценката си, че Съветският съюз не се е отказал от идеята за световна революция.
Последният брой на „Мир“ излиза на 30 декември 1944 г. С постановление на отечественофронтовското правителството от 1 януари 1945 г. са спрени всички вестници, с изключение на правителствените официози с мотив „липса на хартия“.